# 고양초등학교 (경북)
고양초등학교는 대한민국 경상북도 봉화군 명호면 양곡길 481(양곡리 329-1)에 있었던 공립 초등학교이다....

## 연혁
- 1967년 8월 3일 명호국민학교 고양분교장 개교
- 1969년 9월 5일 고양국민학교 승격
- 1985년 3월 8일 병설유치원 1학급 개원
- 1996년 3월 1일 고양초등학교로 개칭
- 1999년 9월 1일 폐교(제29회 졸업, 총 졸업생 1,259명)